# Урочище «Лисарівщина» (заказник)
Уро́чище «Лисарі́вщина» — ботанічний заказник місцевого значення в Україні. Розташований у межах Ніжинського району Чернігівської області, на північний захід від села Вертіївка і на південь від села Хомине. 
Площа 544 га. Статус присвоєно згідно з рішенням Чернігівської обласної ради від 11.04.2000 року. Перебуває у віданні ДП «Ніжинське лісове господарство» (Вертіївське л-во, кв. 105–114). 
Статус присвоєно для збереження частини лісового масиву з високопродуктивними насадженнями дуба. У домішку — береза, вільха, осика та інші. 
Заказник «Урочище «Лисарівщина» входить до складу Ніжинського регіонального ландшафтного парку.